# ست مک‌فارلن
سث وودبری مک‌فارلن (به انگلیسی: Seth Woodbury MacFarlane) (زاده ۲۶ اکتبر ۱۹۷۳) انیماتور، نویسنده، کمدین، تهیه‌کننده، بازیگر، خواننده، کارگردان و صداپیشهٔ آمریکایی است و بیشتر به خاطر ساختن مجموعه‌های تلویزیونی مرد خانواده، بابای آمریکایی!، اورویل (Orville) و کلیولند شو مشهور است. او در این مجموعه‌ها به جای شخصیت‌های پیتر گریفین (Peter Griffin)، استیوی گریفین (Stewie Griffin)، برایان (Brian) و کواگمایر (Glenn Quagmire) صدا پیشگی می‌کند.
همچنین از فیلم‌ها یا برنامه‌های تلویزیونی که وی در آن نقش داشته و کارگردانی کرده‌است می‌توان به اورویل، پسر جهنمی ۲: ارتش طلایی، تد، یک میلیون راه برای مردن در غرب، لوگان خوش‌شانس، تد ۲ و آواز اشاره کرد.
مک فارلین در سری فیلم تد صداپیشگی عروسک تد را بر عهده دارد.